# Instituto de Historia de la Pontificia Universidad Católica de Valparaíso
El Instituto de Historia de la Pontificia Universidad Católica de Valparaíso es una unidad académica universitaria chilena que forma parte de la Facultad de Filosofía y Educación de la mencionada casa de estudios. Su fin es dedicarse a la formación de profesores secundarios e investigadores en las disciplinas de Historia, Geografía y Ciencias Sociales.
La historia del Instituto se remonta hacia el año 1952, fecha en que se fundó una vez que la Pontificia Universidad Católica de Valparaíso decidió crearla junto a la Escuela de Pedagogía en Inglés. Con el afán de organizar la Escuela de Historia fue contratado el profesor Héctor Herrera Cajas, formado en la Universidad de Chile. En 1957, el Instituto tendría su primer complemento debido a que el Consejo Superior aprobó la creación del Instituto Crescente Errázuriz, el cual se abocaba a la investigación en Historia Eclesiástica; su primer director fue Guillermo Monckeberg.
La Reforma Universitaria experimentada por la PUCV durante el periodo 1967–1969 tuvo como efecto la supresión de las antiguas Facultades, razón por la que la Escuela de Historia y CC.SS se transformó en unidad académica autónoma; pasó a denominarse Instituto de Historia y Geografía. Estuvo bajo la estructura de los Departamentos de Historia y de Geografía. Posteriormente, el Decreto del 25 de julio de 1972 emitido por Rectoría estableció la división del Instituto de Historia y Geografía en dos unidades académicas diferentes.
En 1983 fue autorizada la creación del programa de Magíster en Historia. Este posgrado es generalmente cursado por alumnos de carreras como derecho, filosofía, literatura, entre otras. De igual modo, contempla tres principales vertientes de estudio: Historia Económica y Social, Historia Política e Historia de la Cultura. Culminado el primer semestre, el alumno debe escoger una de las tres opciones. Asimismo, el Instituto también ofrece el Doctorado en Historia bajo la inspiración de formar "profesionales capaces de construir nuevos conocimientos historiográficos y que posean lineamientos teóricos y metodológicos en la disciplina y en lo interdisciplinario".
Desde 1985 a la fecha, está ubicado en el Palacio Valle, ubicado en Viña del Mar.

## Historia

### Escuela de Historia y Geografía y CC.SS: 1952–1969
El crecimiento pedagógico y humanístico de la Universidad Católica de Valparaíso no era parte de sus objetivos al ser inaugurada en 1928, centrándose en los estudios técnicos y comerciales. Recién a finales de la década de 1940, se crea la Facultad de Filosofía y Educación, inaugurándose con escuelas de Matemáticas y Física, Castellano y Filosofía. Buscando reforzar los estudios de pedagogía y humanidades de la universidad, el rector Jorge González Förster S.J. crea, en 1952, la Escuela de Historia y Geografía, como parte de la mencionada facultad pedagógica. Bajo la dirección del sacerdote Raúl Montes S.J., y con un reducido cuerpo docente compuesto por los profesores Rafael Gandolfo SS.CC., Guillermo Mönckeberg S.D.B., Juan Montedónico y Aída Chaparro Galdames, se debió atender a una matrícula inicial de 30 alumnos, sin aun contar con una biblioteca adecuada para los requerimientos académicos.
La real organización institucional y académica de la Escuela ocurre en 1955, cuando el profesor Héctor Herrera Cajas, proveniente de la Universidad de Chile, asume como director. Mientras se crea ese año el Centro de Estudiantes, y al año siguiente comienzan a funcionar tanto el Consejo de Docencia como las ayudantías de cátedra; se había integrado una completa planta docente a la Escuela, contando a Raimundo Barros S.J., Romolo Trebbi del Trevigiano, Fernando Manríquez, Jorge Siles Salinas, Oscar Fabres, Florencio Rivera y las profesoras María Teresa Cobos Noriega y María Eugenia del Valle. En los años que siguieron se sumaron Rómulo Santana, Mario Orellana Rodríguez, Julius Spinner, Lajos Janosa, Marco Antonio Huesbe y Mario Góngora. Por entonces, la Escuela se ubicada en la Casa Central, en Valparaíso.

### Instituto de Historia y Geografía: 1969–1972
Entre 1967 y 1969, la universidad se ve convulsionada por el movimiento de Reforma universitaria, provocando la supresión de las facultades de la universidad y la transformación de la Escuela en una unidad académica independiente. El 13 de noviembre de 1969 se crea el Instituto de Historia y Geografía, dividido en dos departamentos de cada especialidad. El 25 de julio de 1972, el Instituto se separa, con cada departamento alcanzando su propia autonomía.

### Instituto de Historia: 1972–presente
El movimiento de Reforma universitaria sufre una drástica conclusión con el Golpe de Estado del 11 de septiembre de 1973, y el nombramiento de las autoridades universitarias por parte de la dictadura militar. En 1976, las facultades de la universidad vuelven a ser creadas, y el Instituto de Historia vuelve a su posición dentro de la Facultad de Filosofía y Educación. Luego de la Reforma, el Instituto se aboca, junto a la creación de profesores secundarios, a la investigación; además de la renovación de su planta académica, exigiéndoles estudios de postgrado.
En 1983 se crea el programa de Magíster en Historia, siendo una de las primeras unidades académicas del país en ofrecer programas de especialización de postgrado, orientándose a las temáticas de historia económica y social, política y relaciones internacionales, y arte y cultura. A su vez, las actividades de extensión florecieron en el Instituto, destacando las Jornadas de Historia de Chile, Internacionales del Barroco Europeo y Americano, de Historia Moderna, de Historia Urbana, y la Semana de Estudios Romanos.

## Títulos y grados
Actualmente, el Instituto otorga en pregrado el título de Profesor de Historia, Geografía y Ciencias Sociales y el grado de Licenciado en Educación en 10 semestres, y el grado de Licenciado en Historia con mención en Ciencia Política en 8 semestres. Además, otorga los postgrados de Magíster y Doctorado en Historia, y un diplomado en Historia del Arte.

## Directores

### Escuela de Historia y Geografía
- Raúl Montes Ugarte, S.J. (1952–1955)
- Héctor Herrera Cajas (1955–1966)
- Marco Antonio Huesbe Llanos (1966–1969)

### Instituto de Historia y Geografía
- Marco Antonio Huesbe Llanos (1969–1970)
- Santiago Lorenzo Schiaffino (1970–1972)

### Instituto de Historia

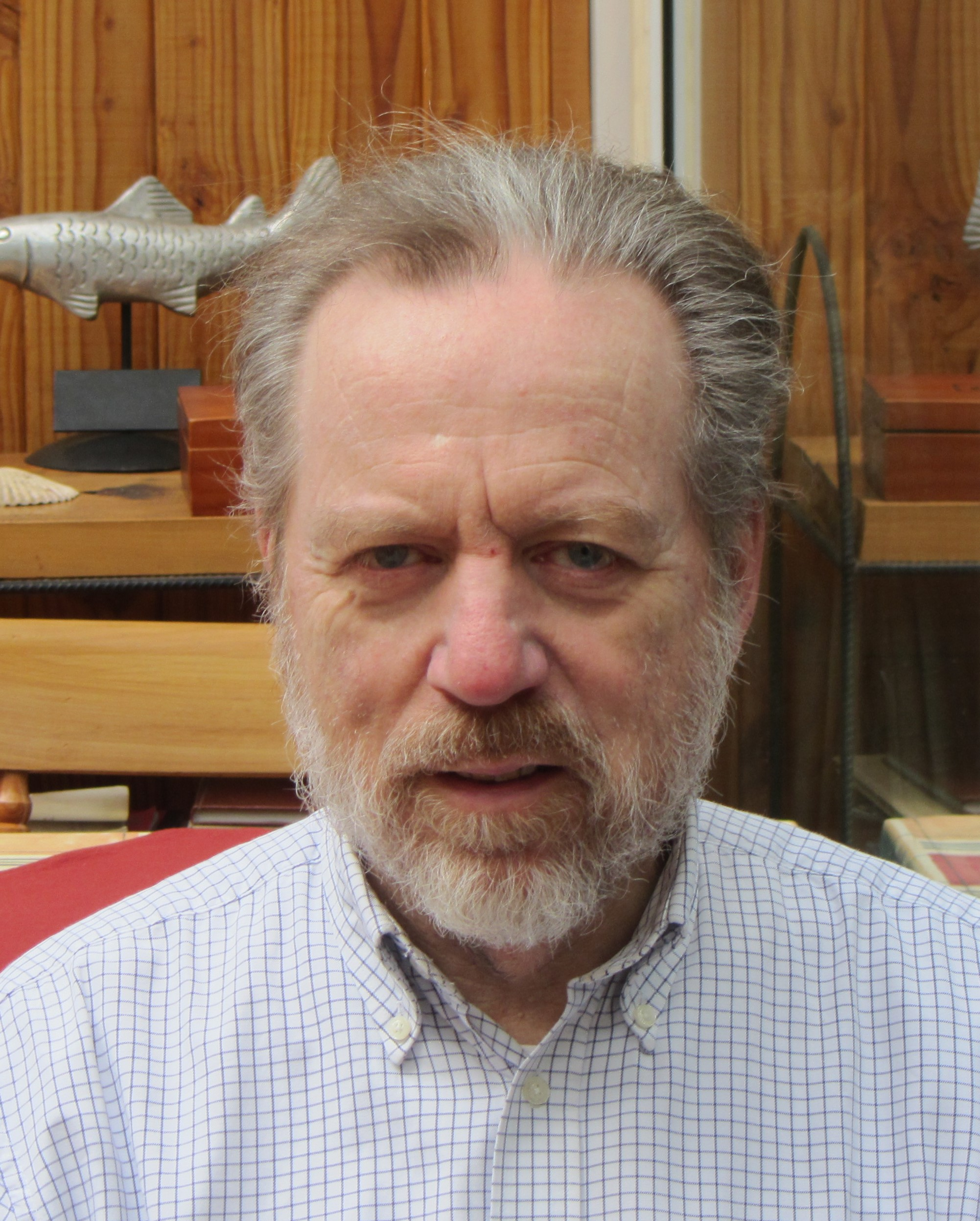
Profesor Joaquín Fermandois Huerta

- Santiago Lorenzo Schiaffino (1972–1975)
- Joaquín Fermandois Huerta (1975–1978)
- Rómolo Trebbi del Trevigniano (1978–1980)
- Santiago Lorenzo Schiaffino (1980–1983)
- Profesor Eduardo Cavieres Figueroa Héctor Herrera Cajas (1983–1986)

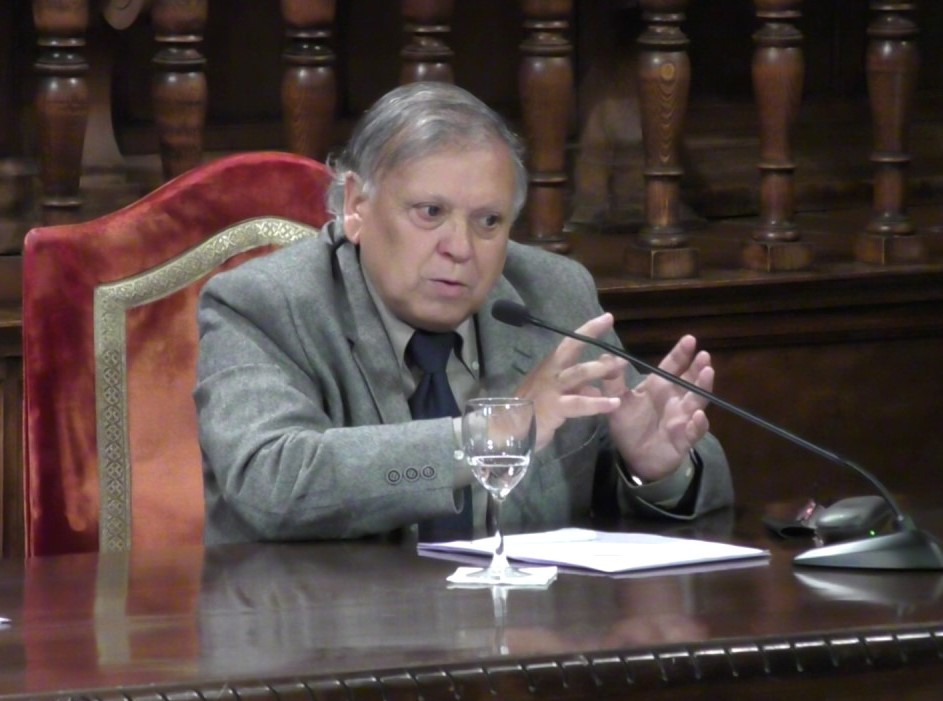
Profesor Eduardo Cavieres Figueroa

- Baldomero Estrada Turra (1986–1990)
- Eduardo Cavieres Figueroa (1990–1993)
- Santiago Lorenzo Schiaffino (1993–1999)
- Raúl Buono-Core Varas (1999–2008)
- Eduardo Araya Leüpin (2008–2011)
- Mauricio Molina Ahumada (2011–2017)
- Ricardo Iglesias Segura (2017–presente)